# Dracontioides salvianii
Dracontioides salvianii är en kallaväxtart som beskrevs av Eduardo G. Gonçalves. Dracontioides salvianii ingår i släktet Dracontioides och familjen kallaväxter. Inga underarter finns listade.